# Pietro Bandini
Pietro Bandini (Forlì, 31 marzo 1852 – Little Rock, 2 gennaio 1917) è stato un gesuita e missionario italiano naturalizzato statunitense, noto per la sua opera a favore degli emigranti italiani negli Stati Uniti, fondatore nel 1891 dell'Italian St. Raphael Society per l'assistenza degli immigrati italiani e nel 1898 della colonia agricola di Tontitown in Arkansas.

## Biografia
Pietro Bandini nacque nel 1852 a Forlì da una famiglia agiata. Unitosi alla Compagnia di Gesù, trascorse il suo noviziato dal 1869 al 1872 nel principato di Monaco, onde poi perfezionarsi in Francia presso il seminario dei Gesuiti a Aix en Provence.
Fu ordinato sacerdote il 30 settembre 1877, a Bertinoro. Nel 1882 fu inviato alla missione gesuita delle Montagne Rocciose. Lì apprese l'inglese e le lingue dei nativi americani del luogo predicando tra i Cheyenne.
Nel marzo 1889 rientrò in Italia come vice-rettore del Collegio di San Tommaso a Cuneo, ma l'anno successivo ripartì per gli Stati Uniti  con i Padri Scalabriniani questa volta con la missione di assistere a New York i sempre più numerosi immigrati italiani. Per cinque anni, dal 1891 al 1896, fu l'ispiratore e animatore dell'Italian St. Raphael Society, che diede sostegno ad oltre 20.000 dei suoi concittadini immigrati, trovando loro alloggio e lavoro.
Nella sede della Italian St. Raphael Society al n. 113 di Waverly Place al Greenwich Village a New York Bandini aveva aperto una cappella dedicata alla Madonna di Pompei. La cappella cominciò ad essere frequentata anche dai numerosi italiani che vivevano nel quartiere, tanto che Bandini sin dal 1892 ne fece una parrocchia per servire ai bisogni spirituali dei residenti italiani. Necessitando ben presto di locali più ampi per la Society e la Parrocchia, nel 1895 Bandini affittò allo scopo i locali di una ex-Chiesa protestante ai nn.214-218 di Sullivan Street.
Nonostante i risultati ottenuti, Bandini non era soddisfatto. Colpito dalle difficile transizione di molti immigrati dalle loro origini contadine alla realtà di una società industriale, cominciò a lavorare all'idea di costituire una colonia agricola nella quale gli immigrati potessero mettere a frutto le loro conoscenze e esperienze di lavoro contadino. Nel 1896 decise così di lasciare New York e di tentare una nuova esperienza in Arkansas con un gruppo di immigrati. Alla Parrocchia della Madonna di Pompei a New York il suo lavoro fu proseguito dai suoi successori, padre Francesco Zaboglio (1896-99) e quindi, con un impegno di oltre 30 anni, padre Antonio Demo (1899-1934). L'Italian St. Raphael Society rimase per qualche tempo inattiva finché le sue attività non furono rilanciate dai padri Giacomo Gambera (1900-05), Gaspare Moretto (1905-21) e Riccardo Secchia (1921-23).
L'esperimento di Bandini in Arkansas rischiò di abortire sul nascere. La colonia di 100 famiglie insediatasi nel 1897 a Sunnyside nella regione del delta del Mississippi fu decimata dalle malattie e dalle proibitive condizioni climatiche. Bandini trasferì prontamente il gruppo nel gennaio 1898 nel nord-ovest dell'Arkansas dove il clima era più temperato e favorevole alla coltivazione della vite. L'insediamento fu chiamato Tontitown in onore dell'esploratore italiano Henri de Tonti e si rivelò un successo.
Motivo della scelta di indurre più famiglie Italiane possibili a trasferirsi dalla zona del Mississippi alle più miti e più idonee zone dell'Arkansas fu anche il permettere alle famiglie che accettassero di trasferirsi di affrancarsi dalla condizione di quasi-servitù cui erano costretti, in particolare in virtù delle assai penalizzanti condizioni economiche imposte dai proprietari terrieri locali, in particolare Austin Corbin.
L'esperimento ebbe fama internazionale ed attrasse l'interesse delle autorità italiane. Nel 1911, Bandini fu ricevuto a Roma dal papa Pio X e dalla regina Margherita di Savoia, ricevendo medaglie ed onorificenze.
Padre Bandini morì il 2 gennaio 1917 a Little Rock in Arkansas e fu sepolto nel cimitero di Tontitown.